# Erich Cziesielski

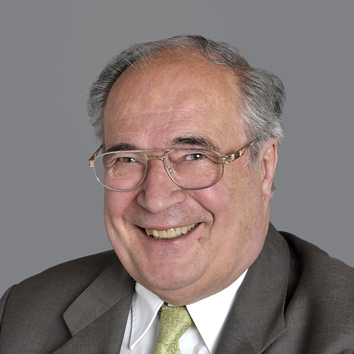
Erich Cziesielski

Erich Cziesielski (* 26. April 1938 in Bukarest, Rumänien) ist emeritierter Ordinarius (Hochschulprofessor) für Bauphysik und Ingenieurhochbau an der Technischen Universität Berlin.

## Werdegang
Nach dem Abitur in Berlin (1954) studierte er Bauingenieurwesen an der TU Berlin (Abschluss 1963). Anschließend war er wissenschaftlicher Assistent und erstellte nebenberuflich statische Berechnungen für eine Vielzahl von Hochhäusern in Großtafelbauweise im Saarland und Berlin.
Parallel zu dieser Praxistätigkeit führte er grundlegende Versuche durch und verfasste theoretische Abhandlungen über die seinerzeit noch neue Bauweise, so z. B. über die Tragfähigkeit von Scheiben, die aus Einzelwänden des Großtafelbaus zu einer großen Scheibe zusammengeschlossen werden. Die Veröffentlichung darüber wurde in das Japanische übersetzt und zusammen mit Fritz Leonhardt ergänzt. Cziesielski entwickelte weiterhin für Wände in Beton-Sandwichbauweise ein belüftetes Fugensystem, das die Probleme der mit Dichtungsmassen abgedichteten Fugen vermindert. Für dieses System erhielt er ein Gebrauchsmuster, und das Fugensystem wurde in weiten Bereichen Europas und im Nahen Osten vertrieben (siehe Bild 1).
Nach der Assistententätigkeit in Berlin folgte eine Anstellung in der Bundesforschungsanstalt für Forst- und Holzwirtschaft in Hamburg als wissenschaftlicher Mitarbeiter. Schwerpunkt der Arbeit dort war die Untersuchung von Schadensfällen an hölzernen Schnellbooten der Bundeswehr und dann darauf aufbauend die Entwicklung eines neuartigen, tragfähigen Schiffsrumpfes, der es ermöglichte, dass die Schiffe auch bei hohem Seegang quer zur Welle und mit höherer Geschwindigkeit fahren konnten. In dieser Zeit erfolgte in Hamburg auch die Promotion zu Dr. rer. nat. über das Beulverhalten orthotroper Platten. Die Ergebnisse bildeten die Grundlage für Formulierungen in DIN 1052 (Holzbau).
1970 wurde Cziesielski Geschäftsführer eines international tätigen Baustoffkonzerns als Leiter der Abteilung Forschung und Entwicklung.
Im Jahr 1974 erhielt Cziesielski einen Ruf an die Technische Universität Berlin auf den Lehrstuhl für Allgemeinen Ingenieurbau (Bauphysik und Ingenieurhochbau). In der Lehre entwickelte er das Konzept, dass die Bauphysik eine der mathematisch-naturwissenschaftlichen Grundlagen für das methodische Konstruieren ist, während zuvor das Konstruieren weitgehend durch handwerkliche Überlieferungen und der Methode „trial and error“ geprägt waren.
1983 gründete Cziesielski nebenberuflich und in Partnerschaft die CRP Ingenieurgemeinschaft Cziesielski, Ruhnau + Partner GmbH (CRP Bauingenieure GmbH) in Berlin, die Niederlassungen in Hannover, Hamburg und München besitzt. Cziesielski wurde Prüfingenieur für Baustatik in Berlin (Fachrichtung Massiv- und Holzbau) und wurde als öffentlich vereidigter Sachverständiger bestellt. Das Büro war und ist an einer Vielzahl bedeutender Bauvorhaben beteiligt, und zwar sowohl beratend in bauphysikalischer Hinsicht als auch im Rahmen der Tragwerksplanung (z. B. Kammermusiksaal Berlin, Staatsbibliothek zu Berlin, Pergamonmuseum, Berlin, Lindenoper Berlin).
Bis zu seiner Emeritierung 2003 forschte Cziesielski umfangreich auf unterschiedlichen Gebieten. Die Forschungen waren praxisorientiert; die Ergebnisse flossen zu einem großen Teil in Normen ein oder bildeten die Grundlage für Richtlinien. Cziesielski war Mitglied und Obmann in einer Vielzahl von Gremien des Deutschen Normenausschusses und des Deutschen Instituts für Bautechnik. Außerdem war er von 1993 bis 1997 Vorsitzender der Fachgruppe Bauphysik in der Internationalen Vereinigung für Brücken- und Hochbau.

## Forschungsschwerpunkte
- Bauphysikalische Untersuchungen: z. B. Abdichten von Bauten aus wasserundurchlässigem Beton, z. B. durch einen aufgeständerten unterlüfteten Fußboden (siehe Bild 2). Die Konstruktion wurde bei mehreren Bauten, unter anderem beim Kammermusiksaal der Philharmonie Berlin,[4] ausgeführt. Berechnung und Sanierung von Wärmebrücken (siehe Bild 3a und 3b); Witterungsschutz von Außenwänden,[5] Stoppen von Korrosion durch Wärmedämmung im Bereich von Beton-Außenwänden (nach diesem Verfahren wurden mehrere 10.000 m² Wände saniert)[6] u. a.
- Konstruktive Durchbildung von Bauteilen: z. B. Haftverhalten keramischer Beläge auf Wärmedämmverbundsystemen[7] und hölzernen Untergründen, Verbesserung von Umkehrdächern in wärmeschutztechnischer Hinsicht,[8] Reduzierung der Windkräfte bei hinterlüfteten Außenwänden zusammen mit Gerhardt.[9]
- Untersuchungsmethoden im Bauwesen: z. B. Ortung von korrodierter Bewehrung in Betonbauteilen nach der elektrischen Potential-Differenzmethode unter Verwendung eines Wagens zur flächenhaften Untersuchung von Bauteilen (siehe Bild 4),[10] Erzeugung eines weitgehend natürlichen, künstlichen Schlagregens für die Bauteilprüfung. Die Versuchseinrichtung ist national und international zertifiziert.[11][12]
- Stabilität und Tragfähigkeit von Holzkonstruktionen: z. B. Hölzerne Zylinderschalen,[13] Ausbildung von Dachscheiben aus Spanplatten bzw. aus Brettern,[14] Beulen von Platten u. a.

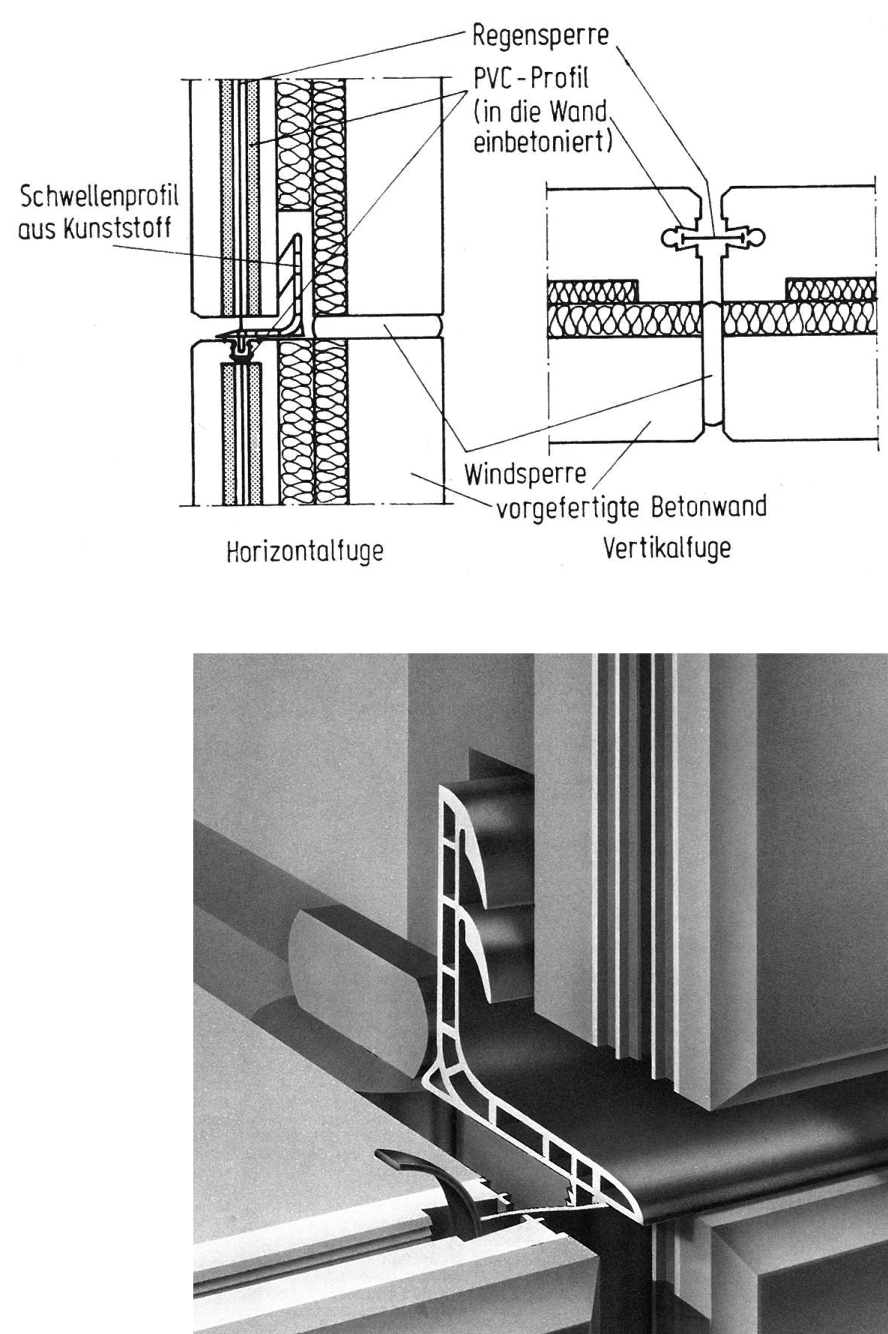
(1) Fugenabdichtung bei Betonwänden durch einbetonierte Fugenprofile – System Eurofit
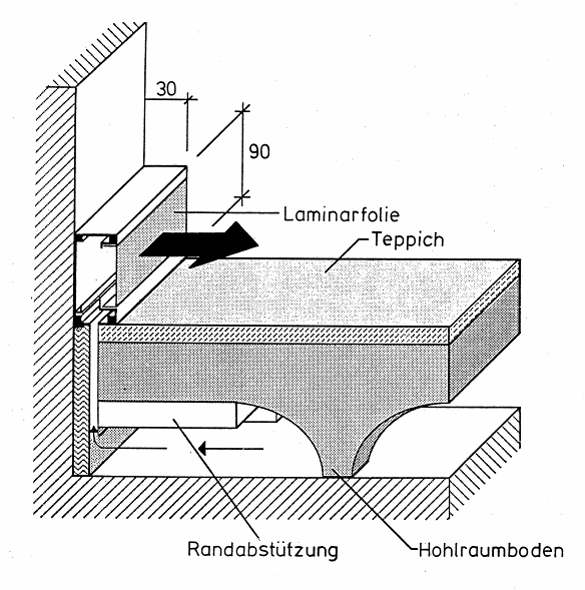
(2) Aufgeständerter hinterlüfteter Fußboden. Die Belüftung transportiert evtl. eingedrungenes Wasser ab.
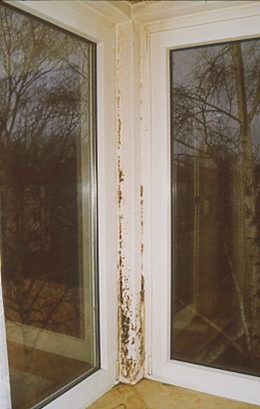
(3a) Schimmelpilzbefall im Bereich einer Wärmebrücke
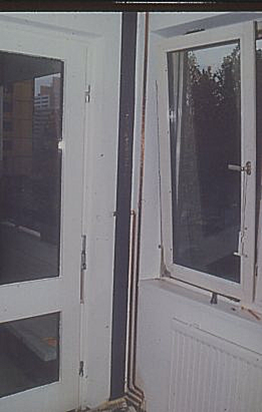
(3b) Sanierte Wärmebrücke durch eine elektrische Beheizung
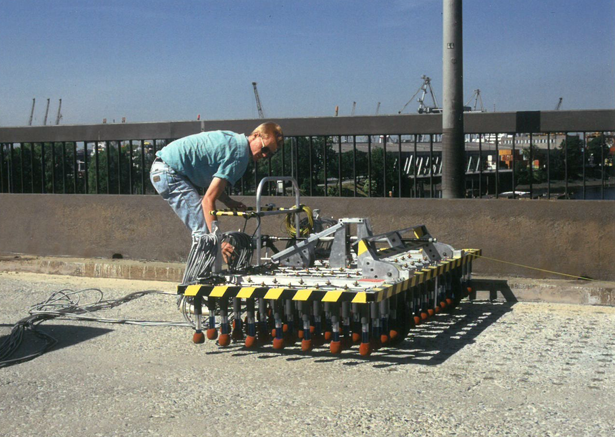
(4) Untersuchung korrodierter Bewehrung nach der Potentialdifferenzmethode auf Brücken

## Bücher
- Hütte – Des Ingenieurs Taschenbuch. 29. Auflage. Springer Verlag. (Bandherausgeber und Autor einzelner Abschnitte)
  - Band  IV: Statik, Finite Elemente, Konstruktiver Ingenieurbau. 1986.
  - Band  V: Bauphysik. 1988.
  - Band  VI: Massivbau, Stahlbau. 1993.
- mit K. Daniels und H. Trümper: Ruhrgas Handbuch. 2. Auflage. K. Krämer-Verlag. Stuttgart 1988. (Bandherausgeber und Mitverfasser)
- Lehrbuch der Hochbaukonstruktionen. 3. Auflage. B.G. Teubner-Verlag, 1997. (Bandherausgeber und Mitverfasser)
- Lufsky Bauwerksabdichtung. 5. Auflage. B.G. Teubner-Verlag, 2001. (Herausgeber und Mitverfasser der 6. Auflage 2004).

Eine Übersicht zu weiteren Publikationen bis 1998 ist enthalten in Ingenieur-Hochbau-Berichte aus Forschung und Praxis. Festschrift zum 60. Geburtstag von Prof. Dr. Erich Cziesielski. Werner Verlag, 1998, Herausgeber: R. Ruhnau.